# Список земноводних Туреччини
Це список земноводних, що трапляються на території Туреччини. Фауна Туреччини включає 34 види земноводних: 17 видів саламандр та 17 видів жаб.

## Позначки
Теги, що використовуються у списку:
- (Т) види, яким загрожує зникнення.
- (Е) ендеміки Туреччини.

## Хвостаті(Urodela)

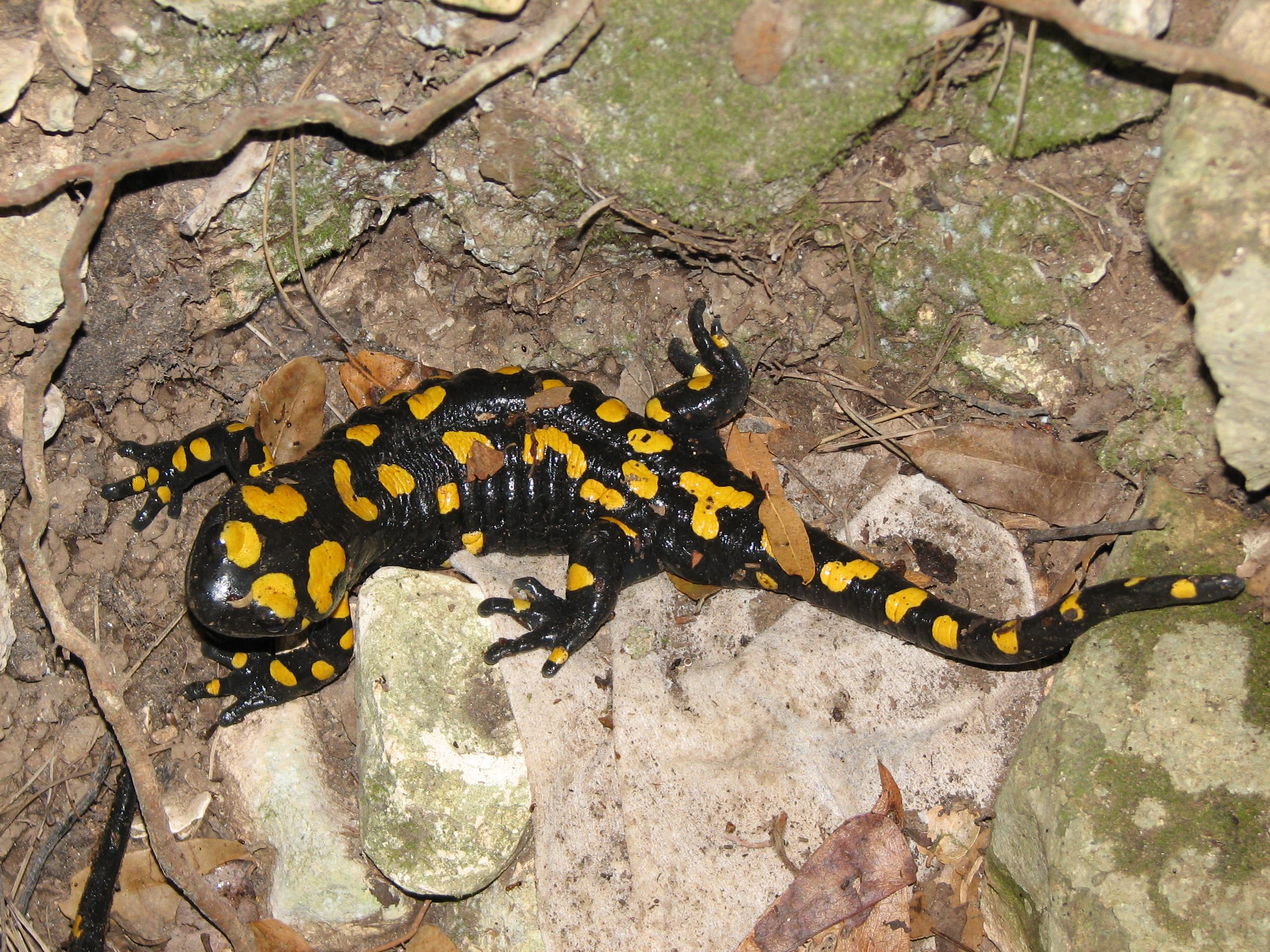
Саламандра турецька

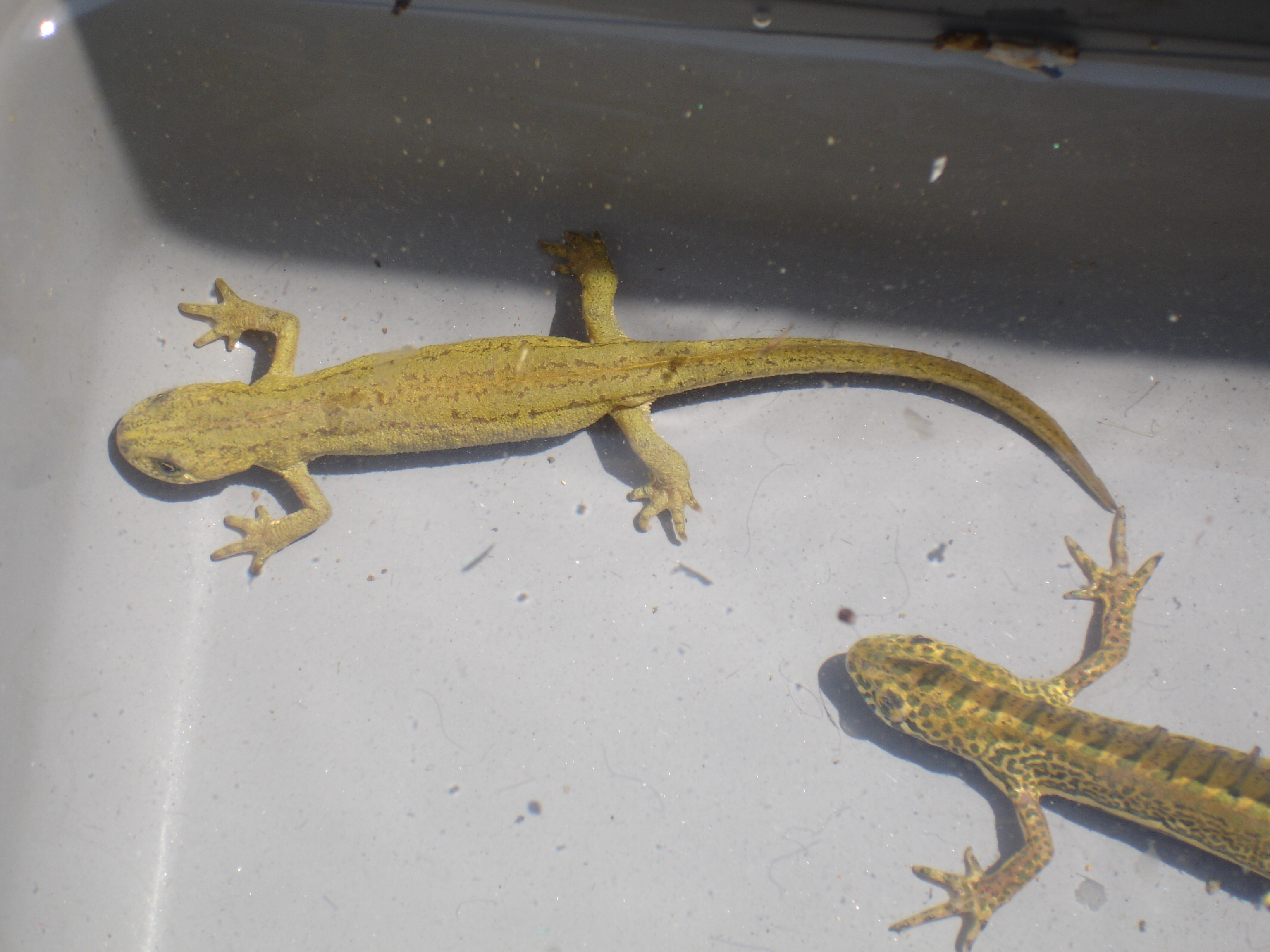
Тритон малоазійський

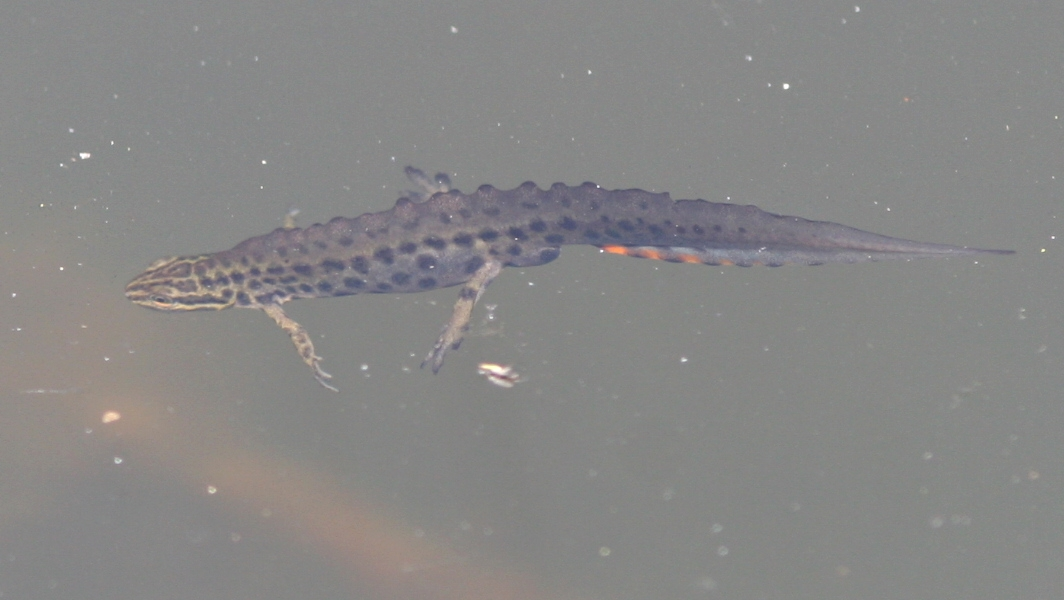
Тритон звичайний

Представники ряду Хвостаті відрізняються від інших сучасних земноводних видовженим тілом та наявністю у дорослих тварин хвоста. До нього відносяться саламандри та тритони. Налічує понад 580 видів, з них в Туреччині трапляється 17 видів. 

### Саламандрові(Salamandridae)
- Саламандра турецька[en] [1] (Salamandra infraimmaculata)
- Кавказька саламандра [2] (Mertensiella caucasica)
- Малоазійський тритон[3] (Ommatotriton vittatus)
- Ommatotriton ophryticus[en] [4] (Ommatotriton ophryticus)
- Тритон Кареліна [5] (Triturus karelinii)
- Тритон звичайний [6] (Lissotriton vulgaris)
- Neurergus crocatus[en][7] (Neurergus crocatus)
- Neurergus strauchii[en] [8] (Neurergus strauchii) (E)
- Саламандра Лушана [9] ( Lyciaslamandra luschani ) (T)
  - Lyciasalamandra luschani finikensis (E)
  - Lyciasalamandra luschani luschani (E)
- Саламандра Фазіля [10] (Lyciasalamandra fazilae) (E)
- Саламандра мармариська [11] (Lyciasalamandra flavimembris) (E)
- Саламандра лікійська [12] (Lyciasalamandra billae) (E) (T)
- Саламандра анатолійська [13] (Lyciasalamandra antalyana) (E) (T)
- Саламандра Атіфа [14] (Lyciasalamandra atifi) (E)
- Lyciasalamandra irfani[fr][15] (Lyciasalamandra irfani)[16] (E)
- Lyciasalamandra arikani[pt] [17] (Lyciasalamandra arikani)[18] (E)
- Lyciasalamandra yehudahi[pt] [19] (Lyciasalamandra yehudahi) [20] (E)

## Безхвості(Anura)

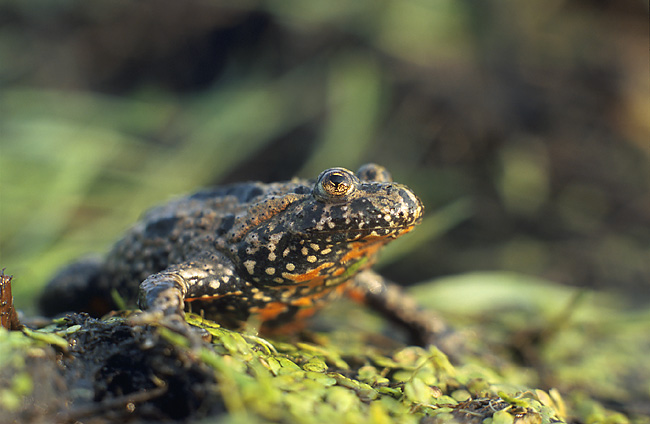
Кумка червоночерева

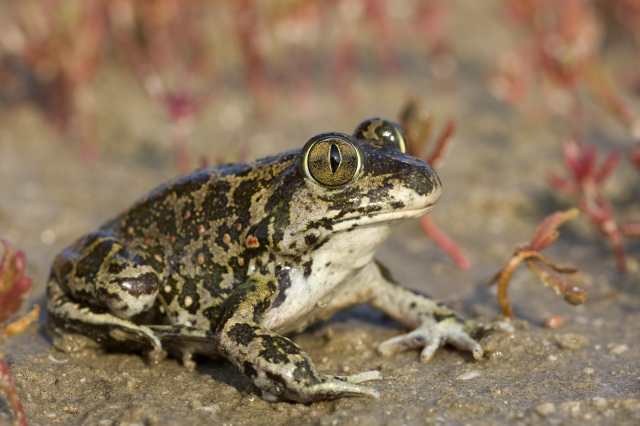
Часничниця сирійська

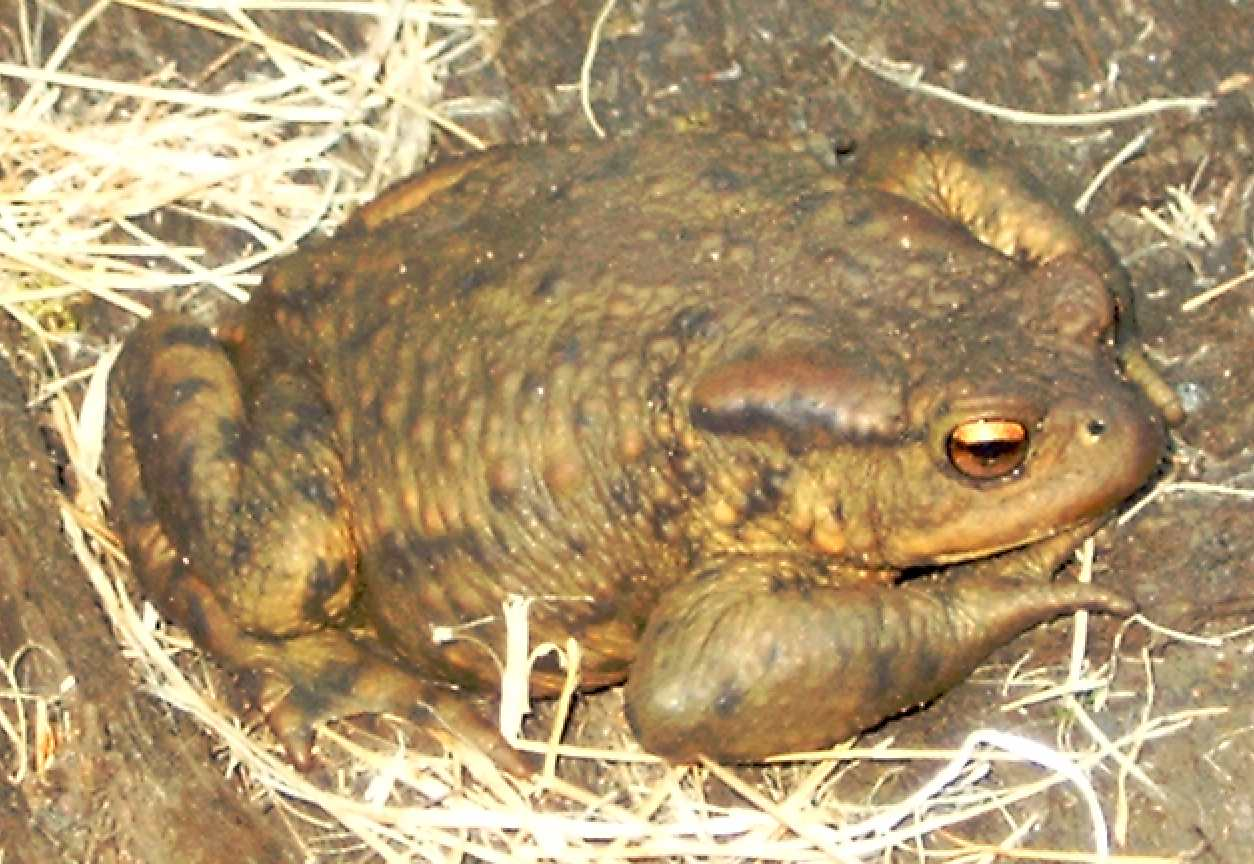
Ропуха звичайна

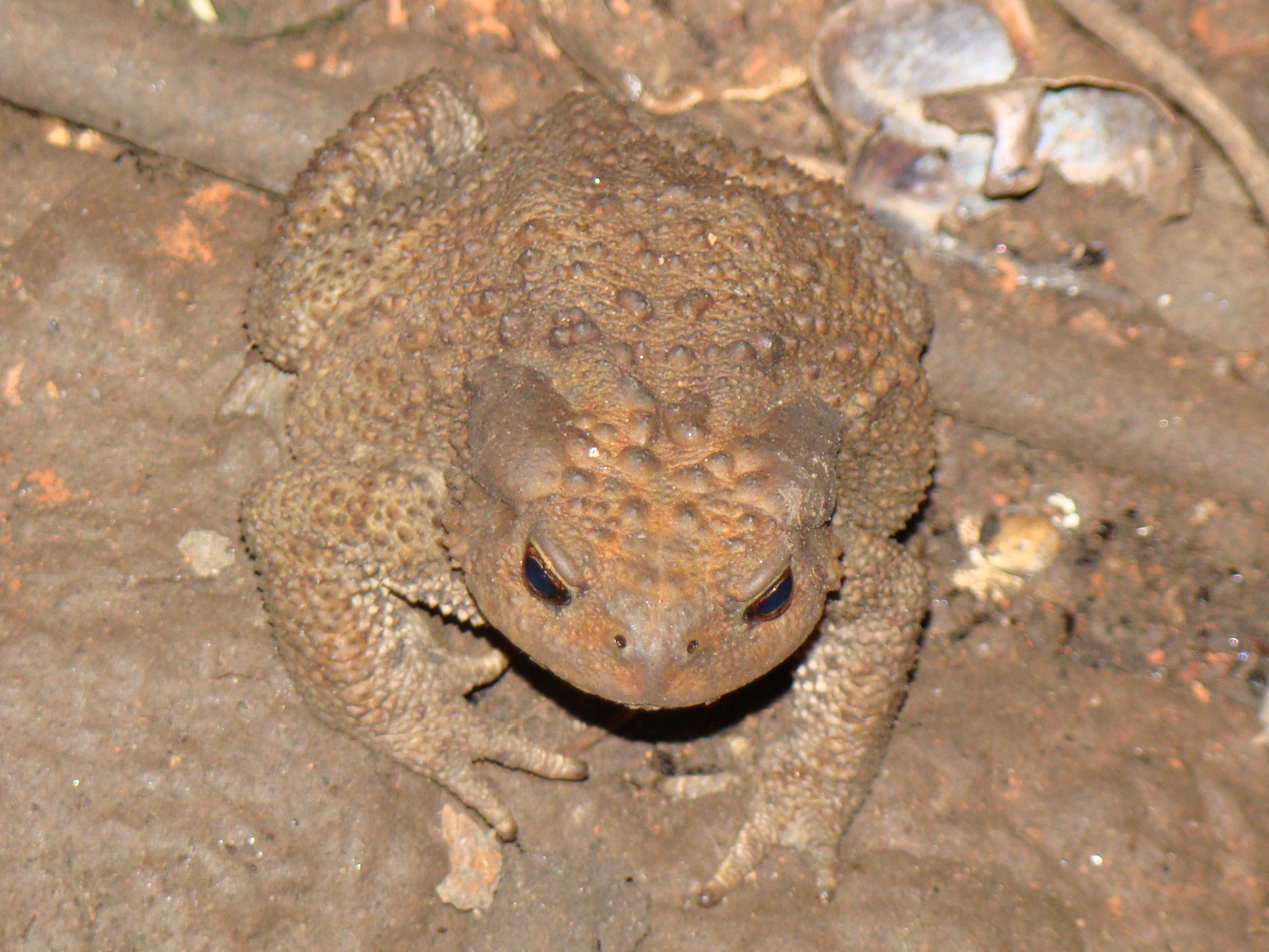
Ропуха кавказька

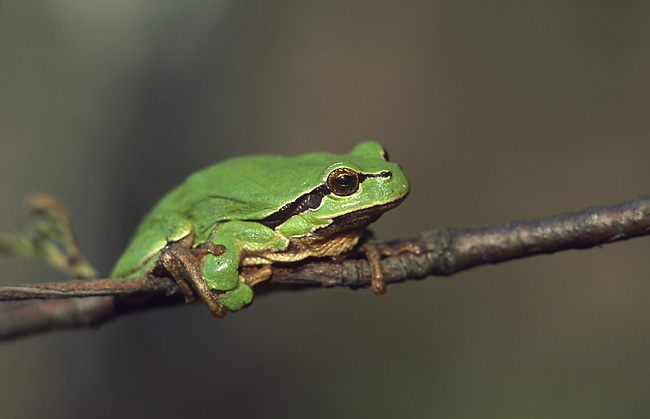
Райка

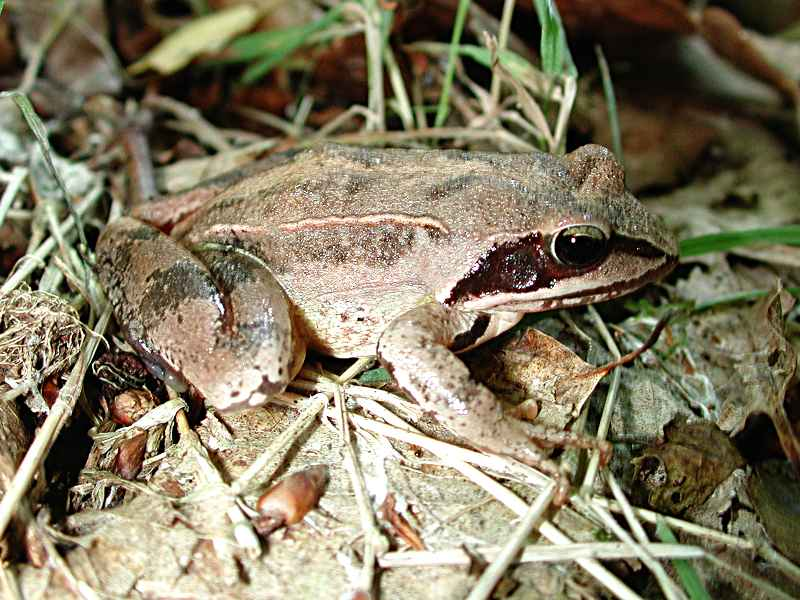
Жаба прудка

До ряду відносяться жаби та ропухи. Ряд налічує понад 6000 видів, з яких в Туреччині трапляється 17 видів. 

### Кумкові(Bombinatoridae)
- Кумка червоночерева[21] (Bombina bombina)
  - Bombina bombina bombina
  - Bombina bombina arifiyensis

### Часничницеві(Pelobatidae)
- Часничниця сирійська [22] (Pelobates syriacus)

### Мулові жаби(Pelodytidae)
- Мулова жаба кавказька[23] (Pelodytes caucasicus)

### Ропухові(Bufonidae)
- Ропуха звичайна[24] (Bufo bufo)
- Ропуха кавказька[25] (Bufo verrucosissimus)
- Ропуха зелена[26] (Pseudepidalea viridis)
- Bufotes variabilis[fr] [27] (Pseudepidalea variabilis)

### Райкові(Hylidae)
- Райка Савін'ї[28] (Hyla savignyi)
- Райка звичайна[29] (Hyla arborea)

### Жаб'ячі(Ranidae)
- Жаба прудка[30] (Rana dalmatina)
- Rana holtzi[31] (Rana holtzi) (T) (E)
- Жаба довгонога[32] (Rana macrocnemis)
- Rana camerani[33] (Rana camerani)
- Rana tavasensis[en][34] (Rana tavasensis) (T) (E)
- Жаба озерна[35] (Pelophylax ridibundus)
- Pelophylax caralitanus[en][36] (Pelophylax caralitanus) (E)
- Pelophylax bedriagae[en][37] (Pelophylax bedriagae)